# Северинівка (Білоцерківський район)
Севери́нівка — село в Україні, в Таращанській міській громаді Білоцерківського району Київської області. Населення становить 914 осіб[джерело?]. Площа — 640,2 гектара.

## Географія
Селом протікають струмки Жигалка і Бобер. У селі розташована ботанічна пам'ятка природи «Северинівський дуб».

## Історія

### XVIIIст.
Засновано Северинівку на початку XVIII століття під час відродження земель Київщини після періоду Руїни. Землі, на яких постало село, належали Білоцерківському замку. Воно розташувалося в долині між селами Насташка і Ріжки.
За народними переказами назва походить від прізвища першого поселенця Северина, який багато років тому, будучи кріпаком, зненавидів кріпаччину, втік від пана і поселився на території теперішнього кутка Лук'янівки. В ті часи навкруг шумів дрімучий ліс, його перерізала з півдня на північ річка Жигалка, раніше широка і повноводна. Село розросталось в основному на лівій стороні цієї річки, бо береги були заболочені і перебиратись на правий берег люди не мали засобів. Пізніше, коли річка замулилась, стала вужчою, а болота перетворились у торфовища, люди почали поселятися і на протилежному боці.
Перша згадка в історичних документах з'являється у 1765 році, коли Северинівка мала вже 114 дворів.
Першим відомим настоятелем Свято-Михайлівської
церкви був ієрей Іоанн Зубчевський (Зубковський). Він же був і будівничим северинівського храму, збудованого у 1762 році.
Пастир-мученик служив тут під час кривавих подій другої половини XVIII століття — зокрема, в часи Коліївщини та Барської конфедерації. Так у грудні 1768 року він був убитий загоном конфедератів під проводом Білецького та
Лемковського за його прихильність до православ'я. Місцеві селяни поставили на місці його страти
кам'яного хреста.

### У XIXст.
У середині XIX століття населення зросло до 1200 жителів, а у 1880-му до місцевої церкви приписано вже 1700 прихожан (разом із жителями Красюків-хутір). Село належало до Ставищенського ключа Браницьких.

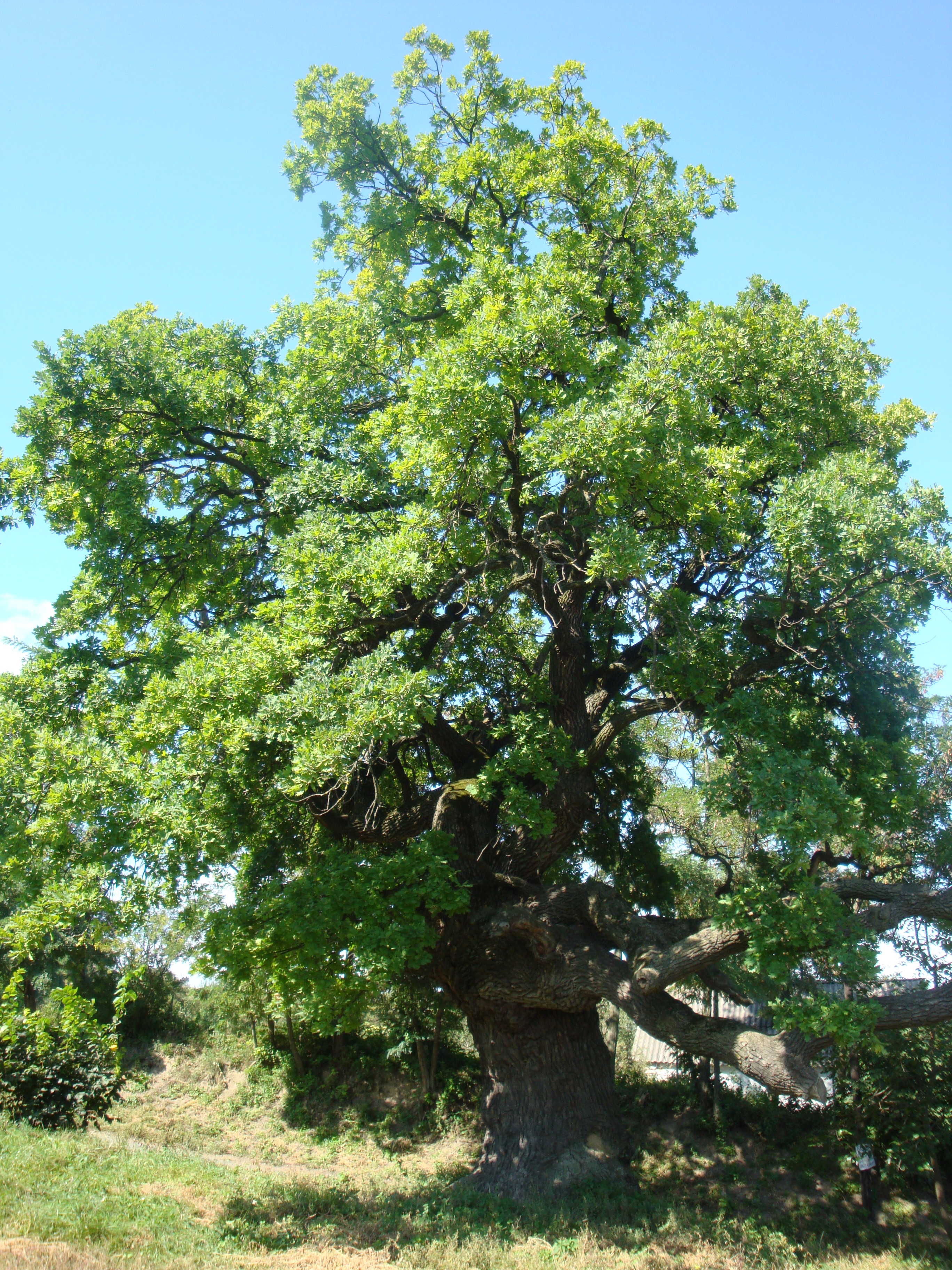
500-річний дуб

### Радянський період
Учасниками націоналізації земель поміщика та конфіскації його майна були Семен Лазарович Луценко, Андрій Пуканевич, Іван Никонович Житнюк.
Протягом травня-червня 1919 року на території села діяв загін, очолюваний офіцером, уродженцем Северинівки, Левком Хомовичем Казіміренком, який розгромив більшовицьких заколотників. Від їх рук загинули І. Н. Житнюк та А.Пуканевич .
Але з наступом більшовиків загін Левка Казіміренка був розгромлений. Левкові Хомовичу, Данилові Бойку і іще трьом членам загону вдалося втекти, відомо що Левко емігрував спочатку в Болгарію, а потім у Францію.
Радянську владу було встановлено в с. Северинівці лише у 1921 році. Перший комнезам організували у 1923 році. Головою його обрали Федора Степановича Балацана. Протягом 1927-28 рр. утворили ТСОЗ ім.9 січня. Худобу утримували у членів ТСОЗу, а землю обробляли спільно. В ТСОЗі налічувалось п'ять пар коней, він об'єднував 11 господарств.
У 1927 році северинівці організували 4 колгоспи: «Ударник», «Друга п'ятирічка», ім. Шевченка і «Трактор».
Повністю колективізацію завершили у 1933 році. Колективізація сільського господарства проводилась у запеклій боротьбі з так званими куркулями та їх прихильниками. Особливо небезпечні з них для радянської влади були розкуркулені і вислані із села.
Активними будівниками соціалізму в селі виступили Марко Костина, Харитон Чикал, Петро Лосіцький, Прохір Бондаренко, Іван Хворостяний, Семен Марченко, Петро Озірянський, Федір Хворостяний та Данило Хворостяний
Перший комуністичний партійний осередок організували в 1918 році. Його організатором був Микола Карпенко, членами — Гнат Громадський, Яків Марченко, Григорій Андросюк. Комсомольську організацію створили у селі в 1925 році. Її секретарем був Валерій Залевський.
Звісно, не обминув Северинівку та Красюки і Голодомор 1932—1933 рр. За неповними даними від голоду загинуло 780 людей, з них 229 дітей.
Німецько-нацистська окупація 1941—1944 рр. надовго затримала економічний і культурний розвиток села. Економіці було завдано значних збитків. В селі було зруйновано майже всі громадські будівлі, вбито 33 особи, відправлено насильно на примусові роботи в Німеччину 57 осіб, спалено 5 хат, вигнано 300 голів великої рогатої худоби.
У боротьбі з німецько-нацистськими загарбниками взяли участь 205 жителів села. Із них 178 загинули на фронтах війни. В селі та поблизу нього діяв партизанський загін. Два народні месники — Мартин Мусійович Литвин, Анатолій Краковецький були захоплені гітлерівцями і розстріляні. В загоні також були Ганна Швейдор і Тимофій Громадський, який після війни проживав на Далекому Сході. Указом Президії Верховної Ради від 22 листопада 1966 р. він був нагороджений медаллю «За відвагу». Територія Северинівки була звільнена від загарбників у січні 1944 року.
У 1951 році всі колгоспи були об'єднані в один ім. ХХ з'їзду КПРС. Очолював його Яків Федорович Марченко.
За успіхи, досягнуті в розвитку сільського господарства, 5 членів колгоспу було нагороджено державними нагородами: голову колгоспу Володимира Оникійовича Шостака, трактористів Олександра Івановича Клінкіна, Івана Степановича Мартиненка, бригадира-садовода Антоніну Захарівну Мітіну — медалями, а доярку Тетяну Андріївну Лук'яненко та агронома Омеляна Орестовича Білінського — орденом Трудового Червоного Прапора.

## Северинівська школа

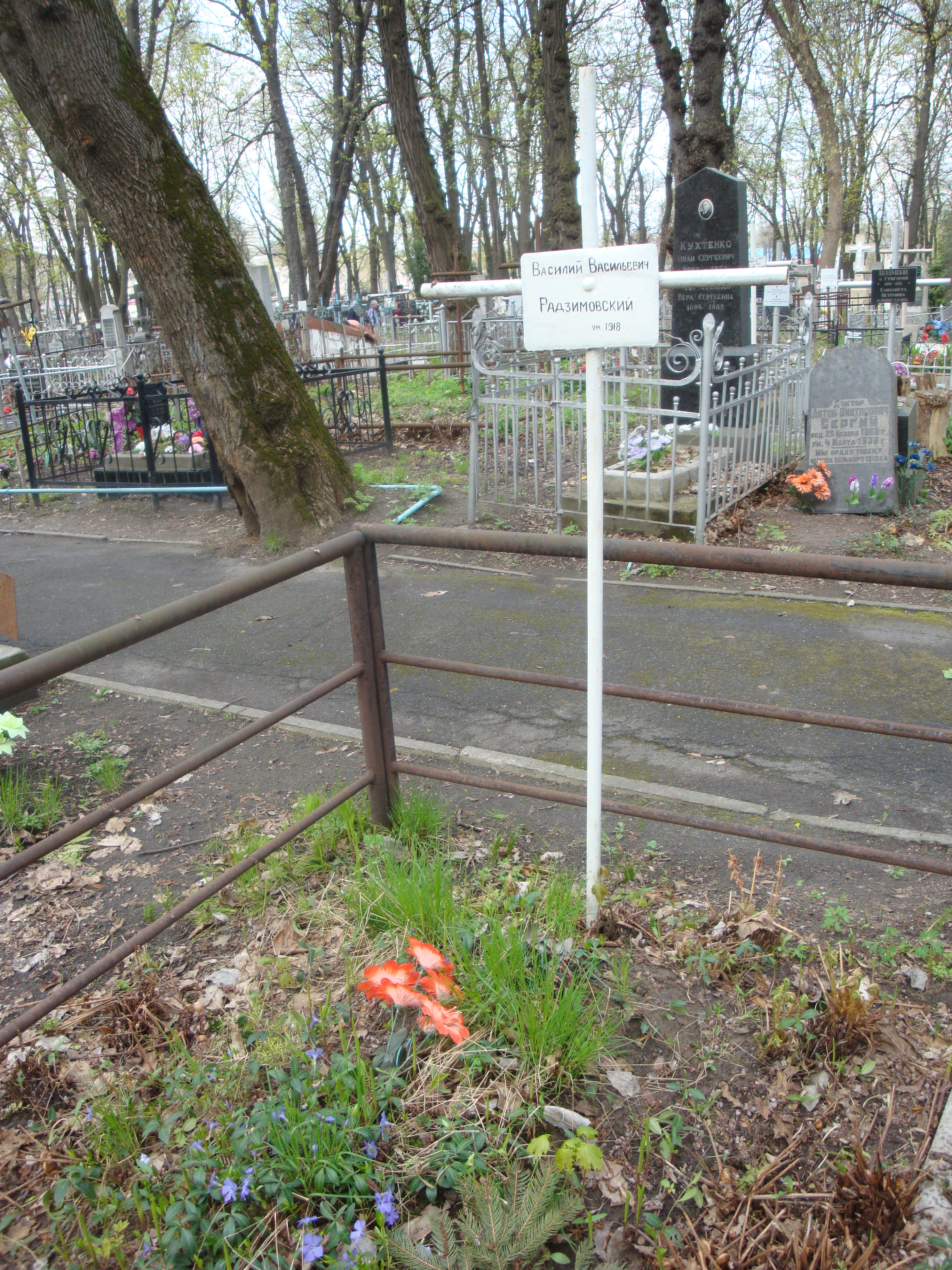
Могила вбитого протоієрея Василя Радзімовського, Лук'янівський цвинтар міста Києва

Северинівська церковно-парафіяльна школа почала діяти з 1860 року стараннями протоієрея Платона Карповича Шпановського, який прослужив в Северинівці довгих 49 років.
Із 1897 року почав навчавчати дітей протоієрей Василь Васильович Радзімовський, який читав у школі Закон Божий. За спогадами старожилів, він був суворий і вимогливий.
Хата священика стояла вище від церкви, на тому місці зараз будинки вулиці Молодіжної. Василь Радзімовський, крім викладання в школі і служіння в церкві, вів велике господарство. О. Василь мав велику сім'ю — дружину і п'ятеро дітей: двоє синів і три дочки. Після смерті дружини в будинку стала господарювати вдова Марія Семенівна Бояшенко (її син працював у органах НКВС). Коли діти священика виросли, переїхали жити у Київ. Син Іван був одружений з Валентиною Яновською, відомим медиком. Донька Ольга вивчилася на лікаря, була одружена з Олександром Яницьким, фізиком і біофізиком, а їхній син Євген став провідним спеціалістом з інженерної механіки в УРСР і США. У молодшої дочки Єлизавети був син Борис, який кожного літа приїздив до діда Василя Радзімовського в гості. Борис Балінський став видатним ембріологом, професором Київського університету. Під час війни емігрував до Німеччини, Великої Британії, довгий час жив у еміграції в місті Йоганесбург в Південній Африці.
Василя Радзімовського було вбито вніч на 27 серпня 1918 році на даху власного будинку, більшовицькими активістами села. У липні 1919 року на пастирську службу до Северинівки прибув ієрей Євгеній Іванович Сісецький. В 1931 році пастиря було звинувачено в перешкоджанні колективізації на селі і було виселено. Восени 1937 року його було ув'язнено до виправно-трудового табору терміном на 10 років. За постановою Трійки УНКВД ДВК 11 травня 1938 розстріляний.
Крім священика, в церковно-парафіяльній школі вчили дітей грамоти і вчителі, зокрема Максим Іванович Горшковський. Пізніше його син Сергій Максимович Горшковський викладав у початковій школі.
За радянської влади після відокремлення церкви від держави церковно-парафіяльна школа стала початковою школою до 1927 року.
Першим учителем був Павло Захарович Краковецький. Він жив з сім'єю при школі, і сестра його Оксана Захарівна з дитиною теж жила при школі, вчителювала.
З 1927 року початкова Северинівська школа стала 7-річною, директором якої також був П. З. Краковецький, завпедом (завучем) — Сергій Максимович Горшковський. Школа розміщувалась у 2-х приміщеннях: верхня школа — в поповій хаті, на місці нинішніх садиб В. І. Бойка та С. В. Романка. В ній налічувалось одна вчительська та 4 класних кімнати; нижня школа — на місці нинішньої садиби Р. В. Акулініна біля старого дуба; в ній була вчительська і 3 класні кімнати.
В цій школі навчались діти сіл Северинівки та Красюків, які приходили сюди після закінчення Красюківської початкової школи. Випускником цієї школи був Микола Іванович Кульбіда, начальник Гідрометцентру України.

## Церкви
У 1762 році тут збудовано православну дерев'яну Михайлівську церкву, стараннями ієрея Іоанна Зубчевського.
Кам'яна дзвіниця з церквою Всіх Святих, збудована у 1846 році стараннями священика Костянтина Федоровича Зубчевського, вивершувалась великим куполом.
В 1881 році побудували нову дерев'яну Михайлівську церкву (спалену у 1929 році комсомольцями). До нашого часу лишився лише перший ярус дзвіниці, в якому зараз розміщується храм Архістратига Михаїла.

Церква Всіх Святих (нині Архістратига Михаїла)

## Сьогодення
Нині на території села діє СТОВ «Северинівка». Також є два фермерських господарства які на даній час не працюють.
На території села є фельдшерсько-акушерський пункт, ветеринарна дільниця, Северинівське НВО «загальноосвітня школа I—III ступенів-дитсадок», поштове відділення зв'язку, адмінбудинок, Будинок культури.
Видатними земляками є к.м.н, доцент Олександр Омелянович Марченко — працював у Київському торговельно-економічному інституті, генерал-майор запасу Анатолій Григорович Андросюк, уже згадуваний начальник Українського гідрометцентру Микола Іванович Кульбіда.
У центрі села, у парку, височить пам'ятник «Першому трактору», а біля адмінбудинку — меморіал Слави, де на гранітних плитах викарбувано прізвища земляків, які не повернулися з фронтів Німецько-радянської війни. На сільському кладовищі є братська могила, де знайшли свій спочинок 21 воїн різних національностей, які загинули в боях за визволення сіл Северинівка, Красюки.

## Відомі уродженці
- Латишенко Михайло Дмитрович (*1939 року) — український фізико-географ, кандидат біологічних наук, доцент Київського національного університету імені Тараса Шевченка.